# Валмиерские комсомольцы
Валмиерские коммунары,  или Валмиерские комсомольцы (латыш. Valmieras komunāri) — арестованные в Кокмуйже делегаты Конференции Видиенского округа Союза рабочей (трудовой) молодежи (СРМ) Коммунистической партии Латвии (КПЛ). 22 декабря 1919 года были осуждены Валмиерским военно-полевым судом, 11 человек приговорены к смертной казни, 16 человек — к тюремному заключению, двоих освободили как несовершеннолетних.

## Предыстория
Во время Войны за независимость Латвии 30 мая 1919 года Валмиеру заняла Эстонская армия, которая позже передала военное управление городом Северолатвийской бригаде. После заключения Страздумуйжского перемирия 9 июля 1919 года полковник Йоргис Земитанс приказал видземским командирам арестовать всех большевиков и передать их военно-полевому суду.
Члены валмиерского кружка "Работа" (Darbs) СРМ КПЛ под руководством Карлине Солдавы создали нелегальную группу сопротивления, с которой в октябре связь установил представитель Центрального комитета СРМ КПЛ Карлис Лейнертс. Позже в Валмиеру приехал коммунист Эрнест Дицманис, чтобы объединить видиенскую комсомольскую организацию. Эдуард Калниньш (псевдонимы Дзелкснис — "Шип" — и Кенцис), а также Янис Тауриньш (псевдоним — Чарис) работали в Видземско-латгальском лагере для пленных, или Валмиерском концентрационном лагере. Там размещали пленных из Красной армии, а также из отрядов Бермонта. Комсомольцы наладили связи с заключенными в лагере красноармейцами и планировали их побег.

## Коценская конференция
14 декабря 1919 года в каплице Кокмуйжи (на кладбище) проходила конференция Видиенского округа СРМ КПЛ. На конференции под псевдонимом "Екаб Калниньш" появился член Центрального комитета КПР Янис Озолс (партийный псевдоним - Зиедонис) Благодаря провокатору Я. Крауклису полицейские и военные, имеющиеся в распоряжении Комендатуры Валмиерского уезда и города, окружили каплицу и арестовывают собравщихся там участников конференции. Озолсу удается сбежать, но позже его задерживают. В его квартире в Риге устраивают засаду, где удается схватить еще десяток коммунистов. 
«Зима, послеобеденный час. Я стою на дорожке, которая ведёт с другой стороны к кладбищу. Пароль: «Кого сегодня хоронят?». Отзыв: «Залитиса». Приходят кто как — группами и поодиночке. Через час все собрались, не хватает только Крауклиса. Так как вечер ещё далеко, решают подождать. Люди собрались в кладбищенском сарае, на сеновале, тихо обсуждают грядущее собрание. Ожидание затягивается, и товарищ Амурс, который в униформе латвийской национальной армии, предлагает начать собрание, с чем соглашается представитель Центрального комитета из Риги Калниньш-Зиедонис. Все заходят в сарай, остался только я, ждать Крауклиса.
Зимний солнечный день тянулся чрезвычайно долго. Медленно шагая вдоль дорожки, я тихо бубнил завтрашнее задание к школе. Прислушался... Поднял голову и вновь прислушался — что в кустах трещит? Это ветер!.. Нет, всё-таки лучше предупредить, поворачиваюсь — хочу начать насвистывать сигнал тревоги — Kur tu teci gailīti mans. Не успеваю... Из кустов на меня смотрят дула двух винтовок… Голос: «Не двигаться, не кричать!» Медленно к кладбищу приближается цепь солдат, винтовки на взводе. Шёпотом отдают команду: «Тихо! Осторожнее! Осторожнее!» Я вижу, что мы окружены, цепочки солдат приближаются со всех сторон. Кто-то хватает меня и тащит к дороге. Как перевернутое блюдо, передо мной лежит кладбище: вижу всё, всё, как на ладони.

Цепь медленно приближается к кладбищенскому сараю. Внезапно на башне шум — нервозное шуршание. Солдаты приседают, целятся... Раздается залп, второй, третий — и так без конца»
На Коценском кладбище также был схвачен 19-летний Карлис Лейнертс (прозвище Амурс («Молот»)), который летом нелегально пересек линию фронта и организовал подпольную работу партии в Валмиере. Кристине Криевиня (псевдоним Гегере — «Егерь») — руйиенская комсомолка, которая в начале 1919 года вступила в армию Советской Латвии и воевала против Эстонской армии. Летом она со своим подразделением отступила в Латгалию, а позже  была отправлена в Видземе в качестве агента-курьера.

## Суд
Председателем суда был капитан Эвертс. Членами суда являются старший лейтенант Грундманс, старший лейтенант Лангратс, старший лейтенант Франкс, старший лейтенант Эйнбергс, секретарь Лаздиньш.

### Приговор
11 человек приговаривают к смертной казни, двоих, поскольку несовершеннолетние, сразу отпускают, семерых решают отправить на год в тюрьму, но, с учётом смягчающих обстоятельств, сразу освобождают, а ещё восьмерых приговаривают к заключению в исправительном доме на четыре года.

## Расстрел и перезахоронение
Смертный приговор 11 коммунарам был приведён в исполнение в ночь на 22 декабря 1919 года возле Ратсупите, а тела были захоронены на пустыре Валмиерской усадьбы священника у горки Каратаву ("Висельной"). Их зарыли без гробов, место погребения обнесли колючей проволокой.
Суровый приговор суда вызвал большое возмущение, Народный совет вынужден был рассмотреть интерпелляцию, а 8 марта 1920 года министру внутренних дел Арведу Бергу пришлось дать объяснения.
24 июля 1920 года расстрелянных позволили эксгумировать и положить в гробы, а перезахоронение прошло там же, на Каратавской горке, утром 25 июля.

Из сообщения главы Валмиерского уезда в Министерство внутренних дел: 
«В конце несколько женщин в истерике закричали, что эти похороненные тела — дело убийц и бандитов, и нескольких отдельных людей, крича, обвиняли правительство и его чиновников. На могилу возложили два больших венка с лентами, на одной была надпись: «Слава павшим, проклятье убийцам. Памяти 11 убитых в Валмиере коммунистов. Центральный комитет Коммунистической партии Латвии». И на второй: «И рука не устанет, и ногам не будет покоя и брошенное копьё попадет в цель. И не до смеха будет тем, кто предал. Мы проведем границы, что отделяют зло. Вставайте, братья, чтобы отомстить всем, кто нас убивали и убивают. Те, кто не забывает*».
При возложении венков Анна Аболтиня держала короткую речь, состоящую из нескольких предложений, где были обвинения против правительства и его чиновников, но по требованию председателя городской полиции речь прервали. С началом грозы часть участников погребения отправилась по домам, остальных разогнали чиновники полиции, забрав с кладбища упомянутые ленты как вещественные доказательства».
* Часть надписи — искаженная цитата из «Индулиса и Арии» Райниса

## Реакция на исполнения приговора
19 января 1920 года фракция Латвийской социал-демократической рабочей партии в Народном совете обратилась в правительство со срочным запросом о проведении расследования. В обосновании запроса Феликс Циеленс отметил, что «случившееся позорит Латвийское государство перед всем цивилизованным миром». Была создана следственная комиссия, официальные лица также дали объяснения, но никаких существенных нарушений не обнаружили.

## Память
В 1949 году на Каратавской горке открыли посвящённый 11 валмиерским комсомольцам мемориальный ансамбль (скульптор Янис Зариньш). Валмиерскую среднюю школу в 1949 году переименовали в Валмиерскую среднюю школу имени 11 героев-комсомольцев.